# Kokotschashvilia tanta

Kokotschashvilia tanta (лат.) — брюхоногий моллюск из семейства геофилов. Включен в Красную книгу Краснодарского края. Статус — 3 «Редкий».
Раковина крупная, низко-коническая, светло-роговая. Устье округлое, слегка оттянутое вбок, скошенное. Размеры: высота раковины 14,6—18 мм; диаметр 22,2—27,0 мм.
Вид является эндемиком Западного Кавказа. Региональный ареал охватывает субальпийский и альпийский пояса Турьих гор.
Встречается в траве на альпийских лугах на высоте около 2000 метров над уровнем моря, по берегам высокогорных озёр. Вид малочислен, незначительные скопления отмечены у озера Голубое.
Необходимо включение в перечень охраняемых объектов, а также мониторинг состояния популяций.